# Раде Ракоњац
Раде Ракоњац (Иванград, 1962 — Београд, 2. април 2014) био је телохранитељ Жељка Ражнатовића Аркана и пуковник паравојне Српске добровољачке гарде. Убијен је 2014. године.
После убиства Зорана Ђинђића 12. марта 2003. године, Ракоњац је био међу ухапшенима током полицијске акције Сабља.
Ракоњца су повезивали са српском мафијом, али никада званично није осуђен. Његова једина оптужба током живота била је за недозвољено поседовање ватреног оружја. 1995. године, Ракоњац је био кум Жељку Ражнатовићу на вјенчању са Светланом Цецом Ражнатовић.

## Убиство
Дана 1. априла 2014. године Ракоњац је седео испред кафића Марика у Београду у близини своје куће, када је маскирани нападач пуцао на њега из возила у покрету. Аутомобил је касније пронађен у београдском насељу Вождовац. Упуцан је у врат и грудни кош, а преминуо је од задобијених повреда наредног дана на Војномедицинској академији. У пуцњави су повређене и још две особе повезане са Арканом: Горан Ристановић, кошаркашки менаџер и Стојан Новаковић, кога Вечерње новости описују као Цециног кума на венчању са Жељком Ражнатовићем, 1995. године.
Регионални медији су забележили да је Ракоњац убијен два дана након што су се појавили нови докази који сугеришу да је убиство Жељка Ражнатовића имало политички мотив. Свједок, чији је идентитет остао заштићен, тврдио је да је Арканово убиство наручила југословенска влада, наводно због Ражнатовићевих сусрета са западним званичницима у циљу свргавања Слободана Милошевића са власти. Полиција је истраживала да ли ово сведочење има везе са Ракоњчевим убиством.
Ракоњац је сахрањен 5. априла 2014. године на Новом гробљу у Београду.